# Smionia capensis
Espèce
Smionia capensis est une espèce d'araignées aranéomorphes de la famille des Gnaphosidae.

## Distribution
Cette espèce est endémique du Cap-Occidental en Afrique du Sud,.

## Description
La femelle holotype mesure 6,5 mm.

## Étymologie
Son nom d'espèce, composé de cap et du suffixe latin -ensis, « qui vit dans, qui habite », lui a été donné en référence au lieu de sa découverte, la colonie du Cap.

## Publication originale
- Dalmas, 1920 : Deux nouveaux genres d'araignées de la famille des Gnaphosidae. Bulletin du Muséum national d'histoire naturelle, Paris, vol. 1920, p. 119-124 (texte intégral).